# Nesiophasma turbans
Nesiophasma turbans är en insektsart som först beskrevs av Brunner von Wattenwyl 1907.  Nesiophasma turbans ingår i släktet Nesiophasma och familjen Phasmatidae. Inga underarter finns listade i Catalogue of Life.